# Bertil Nilsson
Torsten Bertil Kristofer Nilsson, född den 30 mars 1951 i Ankarsrum, är en svensk präst och professor emeritus i kristendomens historia vid Göteborgs universitet.
Nilsson är son till svetsaren Torsten Nilsson och hans hustru Ingrid, född Nyberg.  Han blev teologie kandidat 1974 och prästvigdes samma år för Stockholms stift. Han blev filosofie kandidat 1979, teologie licentiat 1985 och disputerade i kyrkovetenskap 1989 vid Uppsala universitet. Han uppnådde docentkompetens 1991. Åren 1990-1995 var han anställd samordnare för det tvärvetenskapliga forskningsprojektet "Sveriges kristnande. Kultur och mentaliteter från vikingatid till medeltid". Från 1995 var han universitetslektor i kristendomens historia vid Göteborgs universitet och från 2001 professor i samma ämne där. Han är ledamot av Kungl. Vetenskaps- och Vitterhetssamhället i Göteborg,  Kungl. Gustav Adolfs Akademien för svensk folkkultur och Kungl. Humanistiska Vetenskapssamfundet i Lund.

## Tryckta skrifter
Fullständig förteckning se: "Bertil Nilssons tryckta skrifter 1978–2015. Bibliografisk förteckning" sammanställd av Martin Berntsson,  i: Kyrklig rätt och kyrklig orätt – kyrkorättsliga perspektiv. Festskrift till professor Bertil Nilsson. (Bibliotheca theologiae practicae 97.) Skellefteå 2016, s.469-487..